# إد باها أو عمر (آيت بوياسين)
إد باها أو عمر هو دُوَّار يقع بجماعة سيدي مبارك، إقليم سيدي إفني، جهة كلميم واد نون في المملكة المغربية. ينتمي الدوّار لمشيخة آيت بوياسين التي تضم 80 دواوير. يقدر عدد سكانه بـ 50 نسمة حسب الإحصاء الرسمي للسكان والسكنى لسنة 2004.

## روابط خارجية
- البوابة الوطنية للجماعات الترابية
- المندوبية السامية للتخطيط